# Rainton with Newby
Rainton with Newby – civil parish w Anglii, w North Yorkshire, w dystrykcie (unitary authority) North Yorkshire. W 2011 civil parish liczyła 447 mieszkańców.